# استفان لامرمان
استفان لامرمان (انگلیسی: Stephan Lämmermann؛ زادهٔ ۱۰ ژوئیهٔ ۱۹۶۷) بازیکن فوتبال اهل آلمان است.
از باشگاه‌هایی که در آن بازی کرده‌است می‌توان به باشگاه فوتبال آلمانیا آخن اشاره کرد.